# Laimer Platz (metrostation)
Laimer Platz is een metrostation in de wijk Laim van de Duitse stad München. Het station werd geopend op 24 maart 1988 en wordt bediend door lijn U5 van de metro van München.